# Robert Bréard

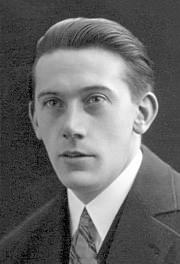
Robert Bréard, 1910.

Robert Bréard (* 18. Januar 1894 in Bois-Guillaume; † 16. Mai 1973 in Paris) war ein französischer Komponist.

## Leben
Bréard hatte als Kind Klavierunterricht bei seiner Mutter. 1910 trat er in das Conservatoire de Paris ein, wo er Harmonielehre bei Xavier Leroux studierte. Seinen Lebensunterhalt verdiente er sich als Pianist in verschiedenen Cabarets von Montmartre. Nach dem Ersten Weltkrieg setzte er seine Ausbildung am Conservatoire bei Georges Caussade, Maurice Emmanuel und Charles-Marie Widor fort; außerdem nahm er Orgelunterricht bei Marcel Dupré. 1923 gewann er mit der Kantate Béatrix den Ersten Second Grand Prix de Rome.
Von 1920 bis 1922 wirkte Bréard als Organist an der Kirche St-Joseph-des-Nations, danach vierzig Jahre lang an der Kirche St-Louis de Vincennes. Im Sommer vertrat er oft seinen Freund Louis Bousquet an der Orgel von Port-la-Nouvelle, wo er seine Sommerferien zu verbringen pflegte. Gelegentlich vertrat er auch Pierre Cochereau an der Orgel von Notre Dame de Paris.
Seit dem Ende des Ersten Weltkrieges gab Bréard Klavierunterricht. Unter seinen Schülern war auch die spätere Akkordeonistin Yvette Horner. Von 1961 bis 1970 unterrichtete er am Conservatoire municipal Paul Dukas. Als Dirigent debütierte er mit dem Blasorchester La Sirène. Von 1922 bis 1939 leitete er das Orchestre de Monaco und das Orchestre de Saint-Raphaël, von 1945 bis 1960 das Orchestre de la Garde républicaine. Daneben unterstützte er die französische Chorbewegung. Er organisierte und leitete verschiedene Chorverbände und Chorwettbewerbe und komponierte ein großes Repertoire an drei- und vierstimmigen Chorwerken. Bréard widmete Maurice van Guchte 1929 eine Suite.
1945 gründete Bréard mit Claude Delvincourt den Ordre des Musiciens, dessen Gründungspräsident er viele Jahre lang blieb und aus dem später der Musikerverband Ordre National des Musiciens hervorging. Unter anderem wurde er als Commandeur (1932), später Grand Officier (1939) des Ordre du Nicham Iftikar de Tunisie, mit der Goldmedaille der Stadt Paris und der Verdienstmedaille von Luxemburg ausgezeichnet.

## Werke
- Prière für Orgel
- Le Charlatan für Chor
- Les Heures mauves für Chor
- Au son des cloches für Chor
- L’Eléphant blanc für Chor
- Le Chant des marguerites für Chor
- Le Rossignol et le Prince für Chor
- Le Vieux pont für Chor
- Mer calme für Chor
- La Neige für Chor (Text von Aimé Sirven)
- Le Vieux pont für Chor (Text von Marcel Chambon)
- Le Sonneur für Chor (Text von Francis Yard)
- Le Peuple für Chor (Text von Ivan Monetti)
- Les Goélands für Chor (Text von Auguste Brizeux)
- Avril für vier Männerstimmen und Klavier (Text von Rémy Belleau)
- Sur la falaise für zwei gleiche Stimmen und Klavier (Text von Paul Bourget)
- Hymne au vent für Chor und Kammerorchester (Text von Pierre Jalabert)
- Ode à la victoire für Soli, Chor und Orchester (Text von Jacques Toutain)
- Ce n’est rien, Lied
- La Chapelle, Lied
- Prière à Marie pour la Fête des Mères, Lied
- Rapsodie pyrénéenne für Horn und Klavier
- Suite für Saxophon und Klavier
- Dix Etudes de style für Altsaxophon
- Huit Etudes de style für Trompete
- 4 Esquisses für Klavier